# 浦上政宗
浦上 政宗（うらがみ まさむね）は、播磨国・備前国の戦国大名。浦上村宗の敗死後、家督を相続したが、尼子氏への対応を巡って備前で独立した弟・浦上宗景との対立に明け暮れた。

## 生涯

### 家督相続
享禄4年（1531年）、父・村宗が摂津天王寺で戦死したことにより以降家督を相続。この頃まだ幼少の身であった虎満丸は一族の浦上国秀の後見を、天文7年（1538年）ごろまで受ける。
当初は父の仇ともいえる赤松政祐とは激しく対立し、西播磨の国衆と結束して抗争を続ける。しかし、天文6年（1537年）に尼子詮久（後の尼子晴久）の山陽道侵攻が始まると政祐と和睦。政祐と共にこれに対するも国衆の離反にあって敗北し、備前国から播磨国への撤退を余儀なくされ、天文8年（1539年）末にはさらに東進してきた尼子勢に播磨からも追われ、政祐を奉じて淡路を経由して和泉国の堺へと脱出する。
その後、天文9年（1540年）初頭頃、政祐が将軍・足利義晴から偏諱を賜って、晴政に改名。同時に虎満丸も元服、晴政から偏諱を賜り「与四郎政宗」を名乗った。

### 再起、赤松の筆頭宿老に
しばらく雌伏の時が続くが詮久が吉田郡山城の戦いの頃に播磨の駐留軍を退くと、天文11年（1542年）に幕府の助力を得て、晴政と共に播磨に復帰。天文13年（1544年）ころまでに、播磨・備前の両国を回復する事に成功した。ここに至るまでの過程で、政宗は赤松家臣団を総括的に指揮する立場を占め、これ以降政宗は晴政の筆頭宿老の座に就き、晴政の奉行人と連署で赤松氏の命令を伝える奉書を発給するなどした。また、さらに独自に備前西部の松田氏、税所氏らと縁組し室津の室山城を拠点として備前・播磨での勢力をさらに強め赤松の家臣の枠から抜けていく。

### 弟との対立
天文20年（1551年）、再び備前へ侵攻してきた尼子晴久との関係をめぐり、弟の宗景と意見が分かれる。そこで政宗は尼子晴久、松田元輝と同盟を結び、宗景は毛利元就の援助を得て対立した。備前の国衆も政宗に味方する者(浮田国定など)、宗景に味方する者（中山勝政など）が現れ、備前の覇権を賭けて争うことになる。
しかし、天神山城や新庄山城などで、相次いで敗北。さらに、旧主・晴政も三石城まで出兵してくるなどし、敵に囲まれた政宗は味方の国衆の動きを操ることもままならないまま、弘治年間（1555年 - 1557年）のうちに備前での勢力を大きく後退させてしまう。
この間にも、政宗は尼子晴久にたびたび支援を要請しており、晴久が自ら約30000余りの軍勢で美作国に侵攻した宗景を撃破するも、晴久・政宗にとっても決定打とはならなかった。さらには、晴久の急死により、尼子氏の勢力が後退すると、これらの支援も期待出来ない状況へと追い込まれた。

### 晩年
永禄元年（1558年）、勢力の弱まった政宗は、足利義輝の仲裁で毛利との和睦の道を探る。また、同年中に自身の復権を目指し、赤松晴政を廃して、子の赤松義祐へと強制的に家督を継がせることに成功している。しかし一方で、追放された晴政が娘婿である龍野城主の赤松政秀を頼ったことにより、龍野赤松氏が独立勢力化し、新たな火種を産むことにも繋がった。
永禄6年（1563年）、10年以上にわたり対立していた宗景と和睦が成立し、播磨の黒田職隆と縁組して再起を図る。
永禄7年（1564年）1月11日、政宗は室山城にて、息子の清宗（小次郎、または与四郎とも）と職隆の娘の婚礼が行われている最中、あるいは婚礼当日の夜に赤松政秀（または赤松晴政）の奇襲を受けて、父子ともに戦死した。法名は実巌祐真禅定門。

## 関連作品
テレビドラマ
- 軍師官兵衛（2014年、NHK大河ドラマ、演：新納敏正）